# Ribes triste
Ribes triste è una pianta appartenente alla famiglia Grossulariaceae, diffusa in Canada e negli Stati Uniti settentrionali, nonché nell'Asia orientale (Russia, Cina, Corea, Giappone).
Cresce fino a 50 cm di altezza. Il frutto è una bacca rosso vivo, commestibile ma piuttosto acido.